# Warner Music Group
Warner Music Group (WMG) — третий в мире по величине концерн и семейство студий грамзаписи. Входит в «большую тройку компаний звукозаписи» .

## История
Концерн был основан в 1958 году и имел название Warner Bros. Records.
Далее, в 1971 году был переименован в WEA (Warner Bros. — Elektra — Atlantic) и просуществовал три десятилетия.
На сегодняшний день концерн имеет название Warner Music Group (WMG), будучи основанным в 2004 году в результате отделения от Time Warner.
Несмотря на имя, Time Warner больше не имеет никаких прав владения Warner Music Group.
У WMG также имеется музыкальное издательство, имеющее название Warner Chappell Music, которое является одним из крупнейших в мире.
В мае 2011 года WMG объявила, что она будет продана компании Access Industries, принадлежащей Леониду Блаватнику. Покупка была завершена 10 июля 2011 года и составила 3,3 миллиарда долларов.

## Деятельность
Warner Music Group — третья компания по величине американского рынка звукозаписи. Её основные марки — Atlantic Records Group и Warner Bros.

## Компании Warner Music Group
- Warner Records Inc.
- Atlantic Records Group
- Rhino Entertainment
- Warner Music Nashville
- Independent Label Group создана в 2006
- Alternative Distribution Alliance (независимая)
- Интернациональные лейблы
  - Teldec
  - Mariann Grammofon AB
  - Warner Music Central Europe
  - Warner Music UK
  - Warner Music Ukraine
  - Warner Music Australia
  - Warner Music South Africa
  - Warner Music Canada
  - Warner Music Latin
  - Warner Music Argentina
  - Warner Music Mexico
  - Warner Music Brazil
  - Warner Music Chile
  - Warner Music Switzerland
  - Warner Music Sweden
  - Warner Music Spain
  - Warner Music Scandinavia
  - Warner Music Portugal
  - Warner Music Poland
  - Warner Music Norway
  - Warner Music Netherlands
  - Warner Music Italy
  - Warner Music Ireland
  - Warner Music Greece
  - Warner Music Germany
  - Warner Music France
  - Warner Music Finland
  - Warner Music Russia